# 1000回記念コンサート・ライヴ-'85さだまさし-
『1000回記念コンサート・ライヴ－'85さだまさし－』 （せんかいきねんコンサート・ライヴ '85さだまさし）は、1985年9月25日にカセット・テープで発売されたさだまさしのライブ・アルバムである。

## 解説
本作は1985年6月25日に東京厚生年金会館で行われたソロ活動開始以来1,000回目にあたるコンサートをほぼ完全収録したライブ録音である。本ライブのオリジナル販売フォーマットは2本組カセット・テープであり、アナログLP盤でのリリースはなされなかった。当時さだは自身のライブを完全収録に近い形でアルバム・リリースすることを避けており、カセット・テープのみでリリースが行われた。1990年代以降さだはトークを含めた完全収録を多くなっている。本作は今日に至るもアナログ盤での発売は行われていないが、1998年に限定発売の形でCD化はなされている。なお、CD化に際してはトーク部分にもトラック区分がなされた。
トークの中で加山雄三のヒット曲「君といつまでも」（作詞：岩谷時子・作曲：弾厚作）が引用されている。同曲の間奏部分の語りを「岩谷の作」と語っているが、CD化に際し加山のアドリブに基づくものと文面訂正されている。

## 収録曲

### カセット・テープ 1

#### テープ1面
1. きみのふるさと
2. 哀しきマリオネット
3. 縁切寺
4. 僕にまかせてください

#### テープ2面
1. 軽井沢ホテル
2. 夢
3. 桐の花
4. 渚にて -センチメンタル・フェスティバル
5. Close Your Eyes － 瞳をとじて

### カセット・テープ 2

#### テープ1面
1. 坂のある町
2. 掌
3. まんまる

#### テープ2面
1. 恋愛症候群 - その発病及び傾向と対策に関する一考察 -
  - 本ライブからシングル盤として先行リリースされ、さだにとっては久しぶりの大ヒットなった。
2. 春雷
3. セロ弾きのゴーシュ
4. つゆのあとさき
5. O.K!
6. 長崎小夜曲（ナガサキ・シティ・セレネード）
7. 主人公
8. 道の途中で (ON THE WAY)

O.K!以降はアンコール。「長崎小夜曲」と「主人公」それぞれの終了後、閉演の場内アナウンスが流れているが観客は帰らず、アンコールは3回に及んだ。

### CD版

#### DISC1
1. きみのふるさと
2. トーク(1)
3. 哀しきマリオネット
4. 縁切寺
5. 僕にまかせてください
6. トーク(2)
7. 軽井沢ホテル
8. 夢
9. トーク(3)
10. 桐の花

#### DISC2
1. 渚にて -センチメンタル・フェスティバル
2. Close Your Eyes － 瞳をとじて
3. トーク(4)（「君といつまでも」、「精霊流し」、「長い夜」、「チャンピオン」、「案山子」）
  - 20分以上にも及ぶ長編トーク。憧れの加山雄三と『ミュージック・フェア』で共演した話が中心だが途中で幾度も脱線した挙句、友人の松山千春の真似で「長い夜」、谷村新司の真似で「チャンピオン」を歌い（「チャンピオン」は歌詞が間違っている）、また加山の真似で「案山子」を歌っている。
4. 坂のある町
5. 掌
6. トーク(5)
7. まんまる

#### DISC3
1. トーク(6)
2. 恋愛症候群 - その発病及び傾向と対策に関する一考察 -
3. 春雷
4. セロ弾きのゴーシュ
5. トーク(7)
6. つゆのあとさき
7. O.K!
8. 長崎小夜曲（ナガサキ・シティ・セレネード）
9. トーク(8)
10. 主人公
11. トーク(9)
12. 道の途中で(ON THE WAY)